# Гравітаційний колодязь
Гравітаційний колодязь або гравітаційна яма — концептуальна модель гравітаційного поля, що оточує тіло в просторі. Чим більш масивним є тіло, тим глибшим і ширшим є гравітаційний колодязь, що пов'язаний з ним. Сонце є дуже масивним, по відношенню до інших тіл Сонячної Системи, тому відповідний гравітаційний колодязь, що оточує його буде «глибоким» і далеко поширеним. Гравітаційні колодязі астероїдів і малих місяців, відповідно, часто зображають дуже дрібними. Вважають що все, що знаходиться на поверхні планети чи місяця, знаходиться на дні гравітаційного колодязя того небесного тіла, і тому коли щось хоче відірватися від ефекту гравітації такої планети чи місяця (аби вийти в відкритий космос) іноді називають «здійманням із гравітаційного колодязя». Чим глибшим є гравітаційний колодязь, тим більше енергії будь-якому об'єкту необхідно аби залишити його.
В астрофізиці, гравітаційний колодязь чітко визначається як поле гравітаційного потенціалу довкола масивного тіла. До інших видів потенціальних ям відносяться електрична і магнітна потенціальні ями. Фізичні моделі гравітаційних колодязів (ям) іноді використовують з метою проілюструвати орбітальну механіку.

## Детально

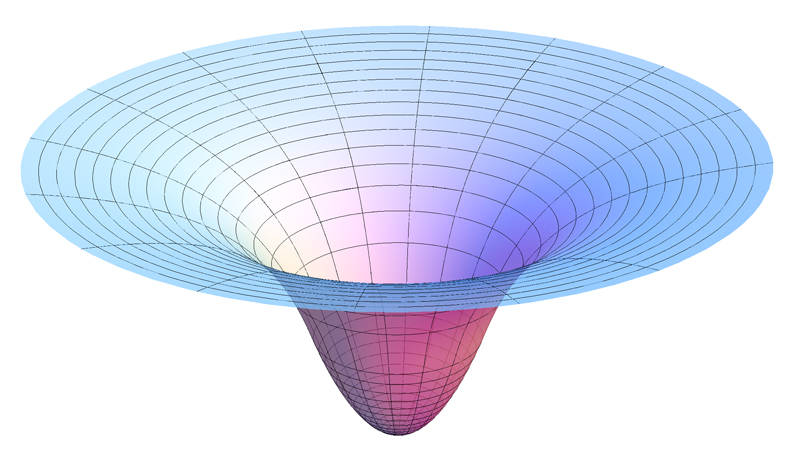
Графік двовимірного фрагмента функції гравітаційного потенціалу в середині і довкола рівномірно щільного сферично симетричного тіла.

Якщо G є  універсальною гравітаційною сталою (G = 6.67×10−11 м3 кг−1 сек−2), зовнішній гравітаційний потенціал сферично-симетричного тіла масою M задається формулою:
{\displaystyle \Phi (\mathbf {x} )=-{\frac {GM}{|\mathbf {x} |}}.}
Графік цієї функції у двовимірному просторі показано на малюнку. Цей графік виконано з умови що внутрішній потенціал пропорційний |x|2, відповідно до того, що об'єкт має рівномірну щільність, але цей внутрішній потенціал як правило не доречний, оскільки орбіта тестової частинки не може перетнути тіло.
Ця функція потенціалу має гіперболічний перетин; раптове поглиблення в центрі і було причиною появ назви "гравітаційна діра" або колодязь. Чорна діра не матиме цього "закритого" колодязя оскільки її розмір визначається тільки її горизонтом подій.